# Ofensiva de Qalamun de 2014
La Ofensiva de Qalamun de junio de 2014 son una serie de operaciones militares llevadas a cabo conjuntamente por el Ejército sirio y la milicia libanesa Hezbolá, durante la Guerra Civil Siria. La ofensiva es una continuación de la batalla de Qalamun, librada entre noviembre de 2013 y abril de 2014, cuando las fuerzas sirias capturaron todos los bastiones rebeldes de la región de Qalamun. El objetivo de la operación es limpiar los reductos rebeldes restantes de la zona.
La mayor parte de los rebeldes pertenecen al Frente al-Nusra, organización afiliada a al-Qaeda, pero algunos grupos han jurado lealtad a Estado Islámico, a causa de sus avances en Irak. Ambos grupos están aliados en este frente a pesar de sus enfrentamientos en el este de Siria. En el otro bando, las fuerzas militares de Siria y Hezbolá se han coordinado con las Fuerzas Armadas del Líbano para expulsar a los rebeldes del Líbano.
A principios de agosto, durante las operaciones se libró la Batalla de Arsal, que representó el episodio de propagación de la guerra siria en territorio libanés más importante hasta la fecha.

## Trasfondo

### Batalla previa
A mediados de noviembre de 2013, el Ejército sirio, respaldado por Hezbolá, lanzó una ofensiva contra las montañas de Qalamun, controladas por rebeldes, en un intento de cortar las rutas de suministro rebeldes entre Damasco, capital de Siria, y el Líbano.
Esta región estratégica había sido usada por las fuerzas rebeldes como base en la retaguardia para sus operaciones alrededor de Damasco.
En el bando rebelde, el Frente al-Nusra se encargó de liderar a los rebeldes.
A finales de abril de 2014, el último gran bastión rebelde en la región cayó en manos de los militares, asegurando así todos los pueblos de la región.

### Escaramuzas rebeldes
Sin embargo, la estrategia gubernamental de limpiar y capturar los bastiones rebeldes fue incapaz de eliminar completamente la presencia rebelde en la región. En su lugar, rebeldes y refugiados sirios se desplazaron al pueblo libanés fronterizo de Arsal, un pueblo predominantemente suní que emergió como zona importante de apoyo rebelde, proporcionándoles recursos y refuerzos. Usando Arsal y las zonas cercanas como base segura, los rebeldes empezaron a atacar posiciones de Hezbolá en el Líbano, uniendo así al gobierno libanés, Hezbolá y al gobierno sirio ante una misma amenaza.
Tras la caída de Mosul, el 10 de junio de 2014, a manos de Estado Islámico (ISIS), los combatientes iraquíes chiitas afiliados a Hezbolá y al gobierno sirio regresaron a su país para enfrentarse a Estado Islámico (ISIS). Los intentos de Hezbolá de reclutar a nuevos militantes para sustituir las pérdidas no dieron el resultado esperado, y aprovechando la debilidad momentánea de Hezbolá, un grupo de aproximadamente 3000 rebeldes escondidos en montes y cuevas empezaron a atacar posiciones del grupo chií mediante ataques de guerrillas esporádicos con los que consiguieron recapturar algunas posiciones en las montañas.
Varios grupos rebeldes, además, juraron lealtad a Estado Islámico, extendiendo así su dominio hasta la frontera siria-libanesa.

### Localización
| Mapa del Líbano mostrando algunas localidades importantes en la ofensiva |
| ------------------------------------------------------------------------ |
| TfailArsalRankusZabadaniAl-FakihaFlitaAsal al-WardYounin                 |

## Enfrentamientos de junio
Las operaciones para derrotar a los rebeldes escondidos en las montañas dieron inicio el 12 de junio de 2014, lideradas por Hezbolá y el apoyo de bombardeos aéreos y terrestres por parte de la aviación siria.
El 14 de junio de 2014, un comandante rebelde aseguró que 29 combatientes de Hezbolá habían muerto (11 a causa de una emboscada) cerca de Rankus durante los últimos dos días. Fuentes de Hezbolá confirmaron la existencia de combates en Rankus.

### Rodeo de Tfail
El 18 de junio de 2014, el Ejército avanzó hasta llegar a un kilómetro del pueblo fronterizo libanés de Tfail, rodeado por Siria en tres direcciones. Tfail, un pueblo montañoso y muy aislado con una población de 3000 habitantes, había acogido recientemente a 5500 refugiados sirios y a rebeldes antigubernamentales. Gran parte de la población y los refugiados huyeron por las rutas de contrabando a otros lugares, como Arsal, a 45 kilómetros de Tfail, ante el miedo de una posible invasión de Hezbolá y el gobierno sirio.
El 21 de junio de 2014, el ejército capturó todo el territorio sirio alrededor de Tfail cuando 70 rebeldes se rindieron. A los rebeldes en el pueblo se les permitió regresar a Siria junto con sus familias.
Esa mañana, combatientes de Hezbolá entraron en Tfail en busca de combatientes opositores que se hubieran refugiado en el pueblo.

### Operación en Rankus
El 22 de junio de 2014, las fuerzas gubernamentales, junto con Hezbolá, lanzaron una contraofensiva en las estribaciones de las montañas de Qalamun, alrededor de Rankus. La ofensiva mostró que Hezbolá había conseguido desplegar con éxito sus nuevas tropas reclutadas, reemplazando a los combatientes iraquíes.
Las tropas aseguraron la llanura de Rankus, tras capturar varias colinas cercanas, y cortaron la ruta usada por los rebeldes para regresar periódicamente a la región. La lucha se saldó con 14 luchadores de Hezbolá muertos.
A pesar de todo, los rebeldes continuaron con sus operaciones alrededor de Rankus y Asal al-Ward, capturando varios puestos de control gubernamental. En respuesta, a finales de junio el gobierno incrementó sus esfuerzos para aislar Zabadani, un pueblo en el sur de la región controlado por rebeldes desde dos años atrás, y poder así cortar las líneas de abastecimiento entre Zabadani y los pueblos cercanos a Asal al-Ward.

## Enfrentamientos de julio
A mediados de julio, Hezbolá dio inicio a una operación para limpiar la región fronteriza de cualquier fuerza rebelde restante. Al principio de la operación, las fuerzas de Hezbolá fueron emboscadas, pero pronto llegaron refuerzos.
Los enfrentamientos se centraron alrededor del pueblo libanés de Younin. Tras dos días de combates, Hezbolá se apoderó de los montes cercanos. Según el grupo pro-oposición OSDH, murieron siete miembros de Hezbolá y 17 rebeldes, y fueron heridos 31 miembros de Hezbolá y 23 rebeldes. Además, 14 rebeldes fueron capturados.
Otro informe afirmó que habían muerto 14 luchadores de Hezbolá y 104 miembros del Frente al-Nusra, y 40 rebeldes habían sido capturados.
Varias páginas de Facebook asociadas a Hezbolá indicaron que solo habían muerto seis combatientes de la milicia chií, mientras que según The Daily Star, 32 rebeldes habían fallecido en los combates.
El 17 de julio de 2014, otra ronda de enfrentamientos en las afueras de los pueblos libaneses de Arsal y Al-Fakiha se saldó con dos milicianos de Hezbolá y docenas de rebeldes muertos, además de otros siete rebeldes capturados.
El ejército sirio desató salvas de cohetes en los bolsillos de resistencia rebelde a medida que los aviones de guerra proporcionaban cobertura aérea para que los combatientes de Hezbolá cortaran las rutas de suministro de Arsal.
Una fuente de seguridad confirmó que más de 100 personas habían muerto desde el inicio de las operaciones de Hezbolá, incluyendo un ayudante del portavoz de las Brigadas de Abdullah Azzam, un grupo militante afiliado a al-Qaeda.
En una ocasión durante los combates por las colinas, un escuadrón de Hezbolá se apoderó de una colina bajo control rebelde, al este de la aldea libanesa de Nahle, Fueron reemplazados por una unidad de 40 hombres que carecía de municiones y baterías de radio. Pronto, 250 rebeldes sirios lanzaron un contraataque, utilizando el terreno accidentado para acercarse a las posiciones de Hezbolá. En un momento, los rebeldes estaban a solo 10 metros de los combatientes de Hezbolá. La batalla de cinco horas terminó después de que llegaron los refuerzos de Hezbollah, quienes fueron alertados de la batalla por el sonido de los disparos, y el ataque rebelde fue repelido.
```
En la batalla murieron 10 milicianos de Hezbolá y otros 20 fueron heridos.
[
38
]
```

Tras una semana de combates, el Ejército Sirio aseguró haber matado a 650 rebeldes durante la operación. Según el ejército, la mayoría de muertos eran multinacionales, incluyendo a unos pocos libaneses de Trípoli y algunos sirios.
A causa de una serie de atentados con coches bomba perpetrados por grupos rebeldes como el Frente al-Nusra, el 23 de julio, las Fuerzas Armadas del Líbano anunciaron una amplia campaña por el norte de la región de Becá, especialmente en Fakiha y Ras Baalbak, para asegurar la estabilidad en la región.
El 25 de julio, la Fuerza Aérea Siria golpeó a las fuerzas rebeldes al este de Arsal, matando a 20 rebeldes.
Dos días más tarde, Hezbolá repelió un intento de capturar una colina estratégica entre Arsal y Flita por parte de los rebeldes.

## Batalla de Arsal

### Asedio de Hezbolá
El 31 de julio de 2014, Hezbolá capturó varias colinas cercanas a escondites rebeldes en la región de Qalamun, así como montañas que bordeaban aldeas chiíes en el noreste de Líbano, como Labweh, Nahlet Younin y El-Ain. Además, cerró la carretera que conecta Arsal con Siria, bloqueando el movimiento de personas y bienes entre el pueblo libanés y Qalamun. Una fuente de seguridad afirmó que Hezbolá estaba vigilando las líneas de abastecimiento de los rebeldes y dispararía a cualquier grupo que intentase proporcionarles ayuda. Con esta estrategia se pretendía asediar a las fuerzas rebeldes y privarles de munición y comida antes de lanzar una ofensiva decisiva.
Mientras, la aviación siria bombardeó posiciones rebeldes en las zonas de al-Ajram y al-Zamurani.
Ante la futura operación, el coordinador en Arsal del partido suní Movimiento del Futuro, Bakr Hujeiri, expresó su preocupación por la posible alianza del Ejército Libanés con Siria y Hezbolá. Según Hujeiri, la operación en Arsal causaría un aumento de tensión entre el pueblo suní, más favorable a los rebeldes sirios, y las aldeas cercanas chiitas, más favorables a Hezbolá.
Durante la noche entre el 1 y el 2 de agosto de 2014, las tropas gubernamentales, apoyadas por Hezbolá, emboscaron a las fuerzas rebeldes cerca del pueblo de al-Yobe, a unos 10 km de la frontera. La emboscada incluía ataques de artillería. Como resultado, murieron entre 50 y 170 rebeldes y entre 7 y 11 combatientes gubernamentales, incluyendo dos miembros de Hezbolá.
Otras fuentes aseguraron que habían muerto 200 rebeldes, 20 soldados y dos miembros de Hezbolá.

### Confrontación
La batalla en sí empezó el 2 de agosto de 2014, cuando las fuerzas de seguridad libanesas arrestaron a Imad Ahmed Yumaa en un puesto de control al este de Arsal. Algunas fuentes afirman que era un comandante de Liwa Fajr al-Islam, un pequeño grupo rebelde que recientemente había jurado fidelidad a Estado Islámico (ISIS) mientras que otras aseguran que pertenecía al Frente al-Nusra.
En respuesta, poco después llegaron al pueblo hombres armados pertenecientes al Frente al-Nusra y a Estado Islámico. Tras rodear varios puestos de control del Ejército Libanés en la región, los rebeldes los atacaron e invadieron la comisaría de policía de Arsal.
Luego, trataron de tomar el control del pueblo.
16 policías fueron tomados como rehenes,
así como dos soldados, liberados por el ejército más tarde el mismo día.
Los combates continuaron el día siguiente y dejaron un saldo de 30 milicianos,
10 soldados y dos civiles. 25 soldados fueron heridos y 13 desaparecieron, probablemente capturados.
Dos de los soldados desaparecidos pudieron ser rescatados ese mismo día.
El 4 de agosto de 2014, la cifra de fallecidos se había elevado a 17 soldados,
50 civiles y 50 milicianos. 86 soldados habían sido heridos y 22 habían desaparecido.
También estaban heridos 135 civiles y 15 milicianos.
Entre los civiles fallecidos se encontraban dos niños refugiados sirios.
El ejército avanzó y consiguió capturar
el edificio del instituto técnico, tomado por los militantes el día anterior,
y el pueblo quedó bajo fuerte fuego de artillería lanzado desde múltiples direcciones.
Hacia el anochecer, el ejército también pudo recuperar la colina de Ras al-Serj.
El 5 de agosto de 2014, las fuerzas armadas intentaron tomar dos edificios gubernamentales, y tres soldados y tres policías fueron liberados por los militantes.
Durante los combates del día se confirmó la muerte del comandante de Estado Islámico (ISIS) de la zona de Arsal,
y las fuerzas de Al-Nusra se retiraron del pueblo.
Por la tarde comenzó una tregua de 24 horas.
El 6 de agosto de 2014, otros tres soldados fueron liberados. 10 soldados y 17 policías permanecían aún bajo cautiverio.
El 7 de agosto de 2014, las fuerzas de Estado Islámico (ISIS) se retiraron del pueblo y se reubicaron a lo largo de la frontera siria, estableciéndose una tregua frágil.
Sus refugios fueron bombardeados por la Fuerza Aérea Siria, causando decenas de heridos entre los militantes.
Dos días más tarde, el Ejército Libanés entró en Arsal con toda su fuerza y restableció el control de los puestos militares que los yihadistas habían capturado previamente. Otro soldado murió a causa de sus heridas, elevando a 18 el número de militares fallecidos,
y a 19 a fecha del 12 de agosto. También se confirmó la muerte de 60 militantes
y 42 civiles. Otros 400 civiles estaban heridos.

## Operaciones posteriores
El 19 de agosto de 2014, Abu Abdullah al-Iraqi, un comandante importante de Estado Islámico en el Qalamun, murió cuando iba conduciendo por la región de Qalamun a causa de una bomba colocada en el camino preparada por Hezbolá. La explosión causó también la muerte de otros tres yihadistas. Otras fuentes indicaban además la implicación del Ejército Sirio. Al-Iraqi, que había huido de Yabrud en marzo de 2014 tras su captura por las tropas leales a Asad, era responsable de entrenar a terroristas suicidas y preparar atentados en zonas libanesas donde Hezbolá contaba con apoyo.
El 3 de septiembre de 2014, las tropas sirias prepararon una emboscada a un convoy del Frente al-Nusra que transcurría por el Qalamun. El convoy estaba encabezado por un comandante de al-Nusra, Malek al-Tall, que murió en la emboscada. Al-Tall era responsable del secuestro de trece monjas cristianas de Malula en 2013, liberadas posteriormente en mayo de 2014 a cambio de decenas de mujeres detenidas en las prisiones sirias.

## Nota
1. ↑  2 liberados (2 de agosto), 2 liberados (3 de agosto), Archivado el 22 de diciembre de 2015 en Wayback Machine. 3 liberados (5 de agosto), Archivado el 5 de agosto de 2014 en Wayback Machine. 3 liberados (6 de agosto). Un total de 10 soldados liberados.